# Минск-Восточный
Минск-Восто́чный (бел. Мінск-Усходнi) — железнодорожная станция Минского отделения Белорусской железной дороги на линии Минск — Орша между остановочным пунктом Тракторный и станцией Минск-Пассажирский. Административно-территориально станция расположена в городе Минске.

## История

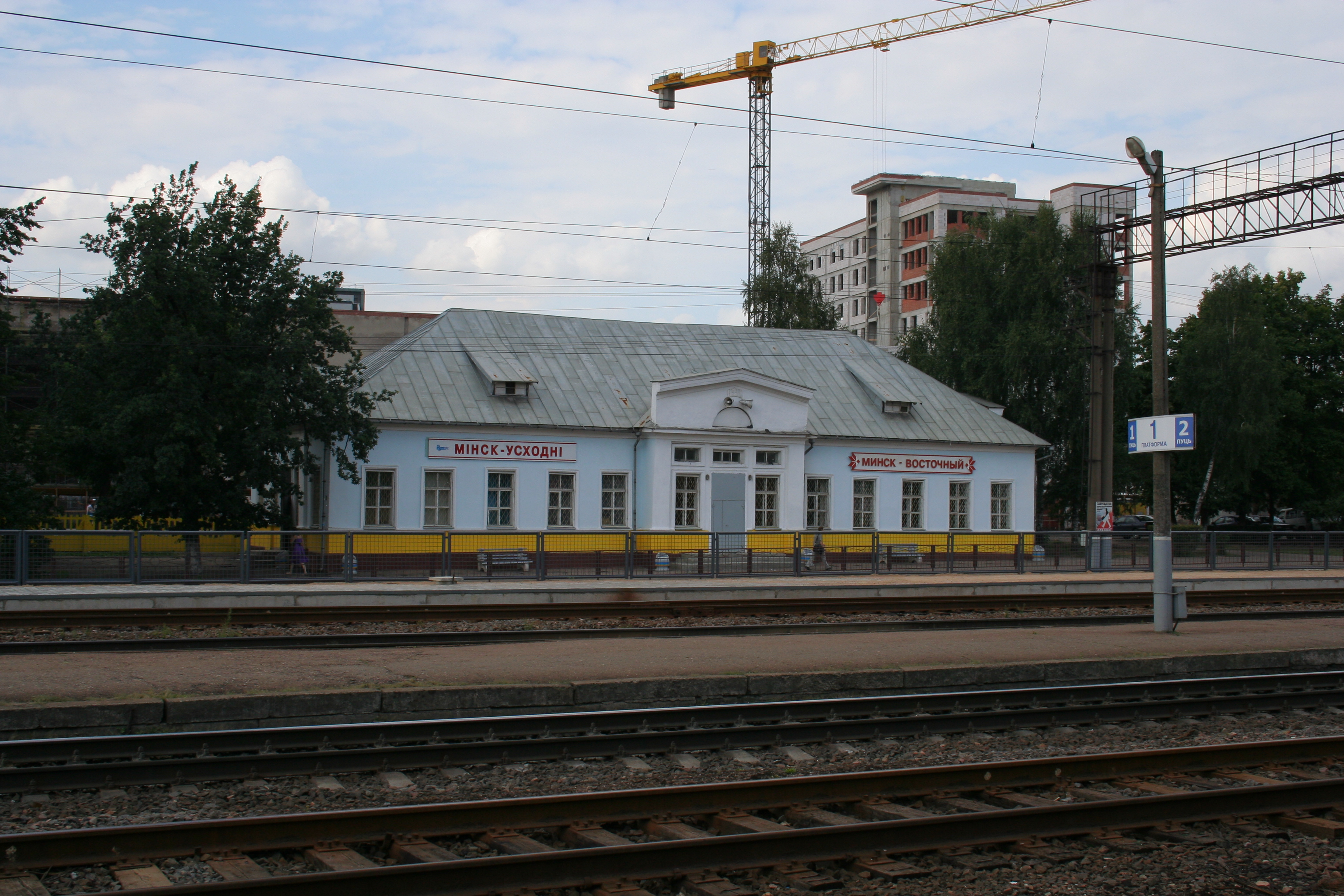
Здание пассажирского вокзала

Возведение станции началось в начале 1960-х годов, открытие и введение в эксплуатацию состоялось в 1962 году. В 1974 году станция была электрифицирована переменным током (~25 кВ) в составе участка Минск — Борисов. В 2005 году перестало использоваться по своему предназначению здание пассажирского вокзала, в настоящее время в здании располагаются грузовая контора и пост ЭЦ.
В 2010 году на станции Минск-Восточный началось строительство подземного пешеходного тоннеля (под железнодорожными путями, для соединения улицы Судмалиса с пересечением улиц Смоленской и Пулихова, обеспечения пассажирам метро выход от «Пролетарской» к платформам станции Минск-Восточный). После завершения строительства старый пешеходный мост над путями демонтируется.

## Устройство станции

### Путевое хозяйство
На станции насчитывается восемь путей, три из которых являются служебными ответвлениями к ТЭЦ-2, Минскому инструментальному заводу, ОАО «Волма-Белгипс» и некоторым другим предприятиям. От станции идут соединительные ветки со станцией Минск-Пассажирский и Минск-Сортировочный (через о.п. Институт культуры).

### Инфраструктура
Станция является пассажирско-грузовой. На станции осуществляются приём и выдача повагонных отправок грузов, допускаемых к хранению на открытых площадках станции. Для обслуживания грузов имеются погрузочно-разгрузочная рампа полезная длиной 309 м для погрузки-выгрузки автотракторной техники, выгрузки металла, литья, а также площадка для выгрузки сыпучих грузов  вместимость 16 вагонов. Для обслуживания пассажиров на станции имеются две прямые платформы бокового и островного типа, соединённые между собой и городом подземным пешеходным переходом. Платформы имеют длиною 190—290 метров.

## Пассажирское сообщение
Ежедневно в оршанском направлении от станции Минск-Восточный следуют восемь пар электропоездов региональных линий экономкласса до Борисова, четыре — до Орши-Центральной, два — до Крупок и один до станции Жодино. Помимо пригородных электричек от станции ежедневно отправляются четыре пары электропоездов городских линий до станции Красное Знамя (через Смолевичи). В направлении города электропоезда следуют до станции Минск-Пассажирский и остановочного пункта Институт культуры, для трёх рейсов с Борисова, Крупок и Жодино станция Минск-Восточный является конечной. Время в пути до Орши составляет около 3 часов 55 минут, до Борисова — 1 час 30 минут, до станции Минск-Пассажирский — 6 минут.
Со станции имеется пересадка на станцию метро «Пролетарская» Автозаводской линии. На выходе со станции расположена автобусная диспетчерская станция «Восточная» с которой отправляются автобусы в направлении центра города (Немига, площадь Победы), Малиновки, Зелёного Луга, Новинок и Степянки.